# Sint-Michielsgestel
Sint-Michielsgestel (anhörenⓘ) ist ein Ort und eine Gemeinde in der niederländischen Provinz Noord-Brabant. In Michielsgestel befinden sich unter anderem das Instituut voor Doven (deutsch Institut für Taube) und das Konferenzzentrum De Ruwenberg.

## Herlaer
Sint-Michielsgestel wird erstmals erwähnt, als die Lehen „Herlaer“ und „Gestel“ um 1314 zusammengelegt wurden, aus denen Sint-Michielsgestel schließlich hervorging. Herlaer selbst findet eine erste Erwähnung im Jahr 1142 und war ein Lehen des Domkapitels von Lüttich.

## Beekvliet
In Sint-Michielsgestel befand sich das kirchliche Gymnasium Beekvliet. Während des Zweiten Weltkrieges wurde es als Geisellager genutzt, ebenso wie das Priesterseminar in Haaren. Vom 4. Mai 1942 bis zum 5. September 1944 wurden in Beekvliet 450 Niederländer interniert, weitere Geiseln kamen später hinzu. Dort diskutierten die Geiseln über die Erneuerung der niederländischen Gesellschaft und über das Überwinden der Versäulung (verzuiling). Daran nahmen unter anderem die beiden Schriftsteller Simon Vestdijk und Anton van Duinkerken teil; auch der spätere Nobelpreisträger Nikolaas Tinbergen war hier ab dem 9. September 1942 eingesperrt.
Heute ist Beekvliet ein selbständiges Gymnasium mit ca. 800 Schülern.

## Weitere Orte
Berlicum, Besselaar, Doornhoek, Haanwijk Hal, Halder, De Bus, De Hogert, De Loofaart, Den Dungen, Gemonde, Heikantse Hoeve Hersend, Hezelaar, Hoek, Kerkeind, Laar, Maaskantje, Middelrode, Nijvelaar, Plein, Poeldonk, Ruimel, Tielse Hoeve, Wielsche Hoeven, Wamberg und Woud.

## Politik
Die lokale Wählergruppe Plaatselijke Politieke Alliantie gewann die Kommunalwahl im Jahr 2022 mit 29,16 Prozent und konnte ihren Wahlsieg aus den Jahren 2014 sowie 2018 verteidigen. In der Legislaturperiode 2018–2022 bildete sie eine Koalition mit dem CDA und der VVD.

### Gemeinderat
Der Gemeinderat wird seit 1982 folgendermaßen gebildet:
| Partei                             | Sitze a | Sitze a | Sitze a | Sitze a | Sitze a | Sitze a | Sitze a | Sitze a | Sitze a | Sitze a | Sitze a | Sitze a |
| Partei                             | 1982    | 1986    | 1990    | 1994    | 1995 b  | 1998    | 2002    | 2006    | 2010    | 2014    | 2018    | 2022    |
| ---------------------------------- | ------- | ------- | ------- | ------- | ------- | ------- | ------- | ------- | ------- | ------- | ------- | ------- |
| Plaatselijke Politieke Alliantie c | –       | –       | –       | –       | 3       | 3       | 4       | 3       | 4       | 6       | 7       | 7       |
| CDA                                | 2       | 2       | 4       | 3       | 5       | 6       | 5       | 4       | 4       | 3       | 4       | 4       |
| DorpsGoed                          | –       | –       | –       | –       | –       | –       | 3       | 4       | 4       | 4       | 3       | 3       |
| GroenLinks                         | –       | –       | –       | –       | –       | –       | –       | –       | –       | –       | 1       | 2       |
| PvdA                               | 0       | 1       | 2       | 1       | 2       | 3       | 2       | 4       | 2       | 1       | 1       | 2       |
| De Gestelse Coalitie d             | 2       | 4       | 4       | 5       | 3       | 3       | 2       | 2       | 2       | 4       | 2       | 2       |
| VVD                                | 2       | 1       | 1       | 1       | 2       | 2       | 2       | 2       | 1       | 1       | 2       | 2       |
| D66                                | 0       | –       | 2       | 2       | 1       | 1       | 0       | –       | 2       | 2       | 1       | 1       |
| Senioren Gestel e                  | –       | –       | –       | –       | –       | –       | 1       | 1       | 1       | –       | –       | –       |
| Lijst Gemonde                      | –       | –       | –       | –       | 2       | 2       | 2       | 1       | 1       | –       | –       | –       |
| Unie 55+                           | –       | –       | –       | –       | 1       | 1       | –       | –       | –       | –       | –       | –       |
| Aktie ’74 c                        | –       | –       | –       | –       | 2       | –       | –       | –       | –       | –       | –       | –       |
| Gestel Aktief c f                  | 2       | 1       | 2       | 3       | 0       | –       | –       | –       | –       | –       | –       | –       |
| Gestel Een                         | 4       | 4       | –       | –       | –       | –       | –       | –       | –       | –       | –       | –       |
| Samenwerking ’75                   | 3       | 2       | –       | –       | –       | –       | –       | –       | –       | –       | –       | –       |
| Gesamt                             | 15      | 15      | 15      | 15      | 21      | 21      | 21      | 21      | 21      | 21      | 21      | 21      |

Anmerkungen

### College van B&W
Die Plaatselijke Politieke Alliantie stellt dem College van burgemeester en wethouders (deutsch „Kollegium von Bürgermeister und Beigeordneten“) zwei Beigeordnete bereit, während der CDA und die VVD mit jeweils einem Beigeordneten im Kollegium zugegen sind. Folgende Personen gehören zum Kollegium:
| Funktion           | Name                          | Partei                           | Anmerkung                       |
| ------------------ | ----------------------------- | -------------------------------- | ------------------------------- |
| Bürgermeister      | Eiko Smid                     | CDA                              | seit dem 7. Mai 2024 im Amt     |
| Beigeordnete       | Ed Mathijssen                 | Plaatselijke Politieke Alliantie | –                               |
| Beigeordnete       | Lianne van der Aa             | CDA                              | –                               |
| Beigeordnete       | Bart van de Hulsbeek          | VVD                              | –                               |
| Beigeordnete       | Peter Raaijmakers             | Plaatselijke Politieke Alliantie | –                               |
| Gemeindesekretärin | Marloes van Rijswijk-van Mook | –                                | seit dem 1. Oktober 2018 im Amt |

## Persönlichkeiten
- Herman Klitsie (* 1949), Politiker (PvdA)
- Ronald Jansen (* 1963), Hockeyspieler
- Anneke van Giersbergen (* 1973), Sängerin u. a. von The Gathering
- Tom van Weert (* 1990), Fußballspieler
- Puck Moonen (* 1996), Radrennfahrerin
- Yibbi Jansen (* 1999), Hockeyspielerin

## Bilder

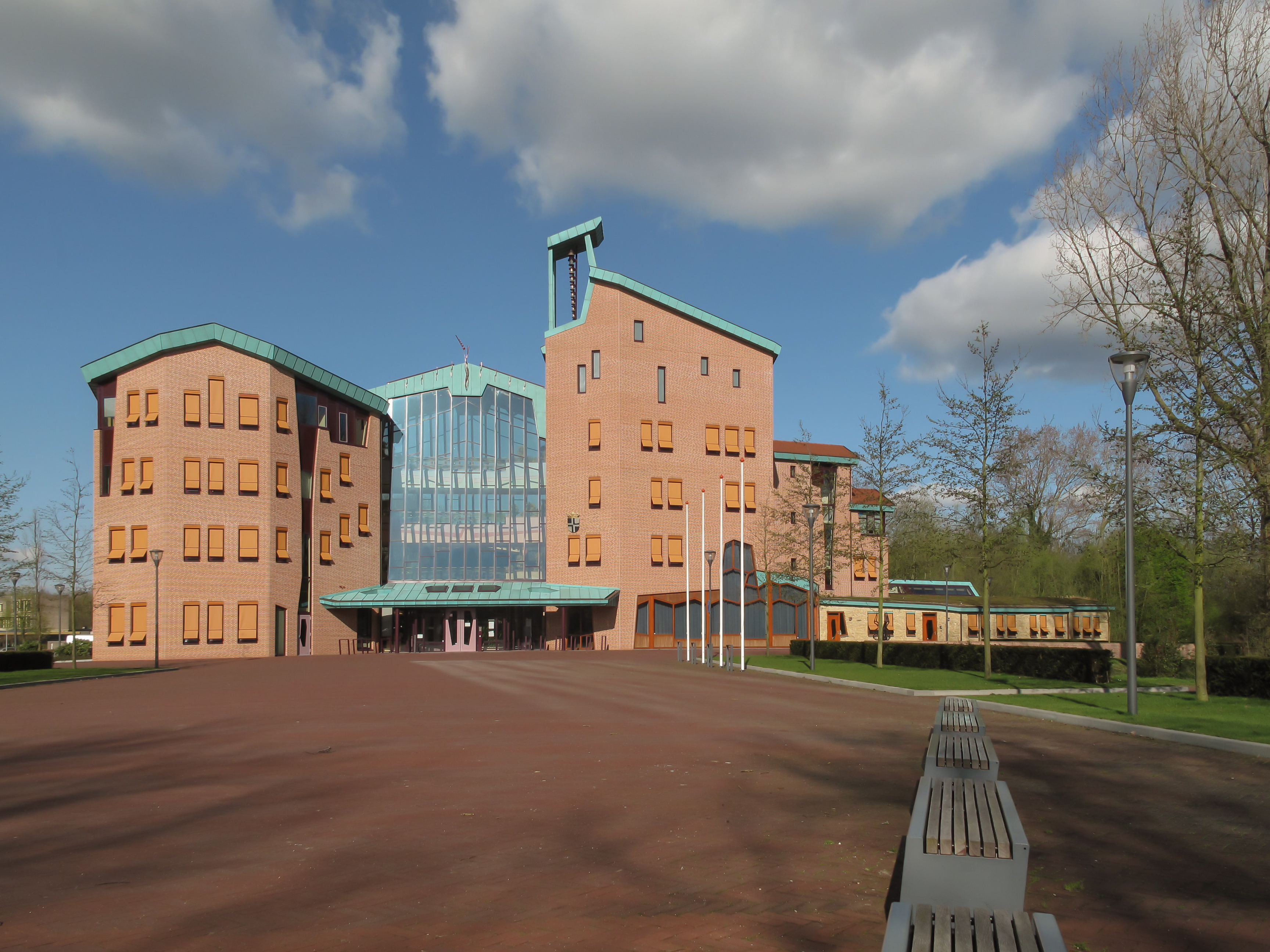
Sint-Michielsgestel, Rathaus
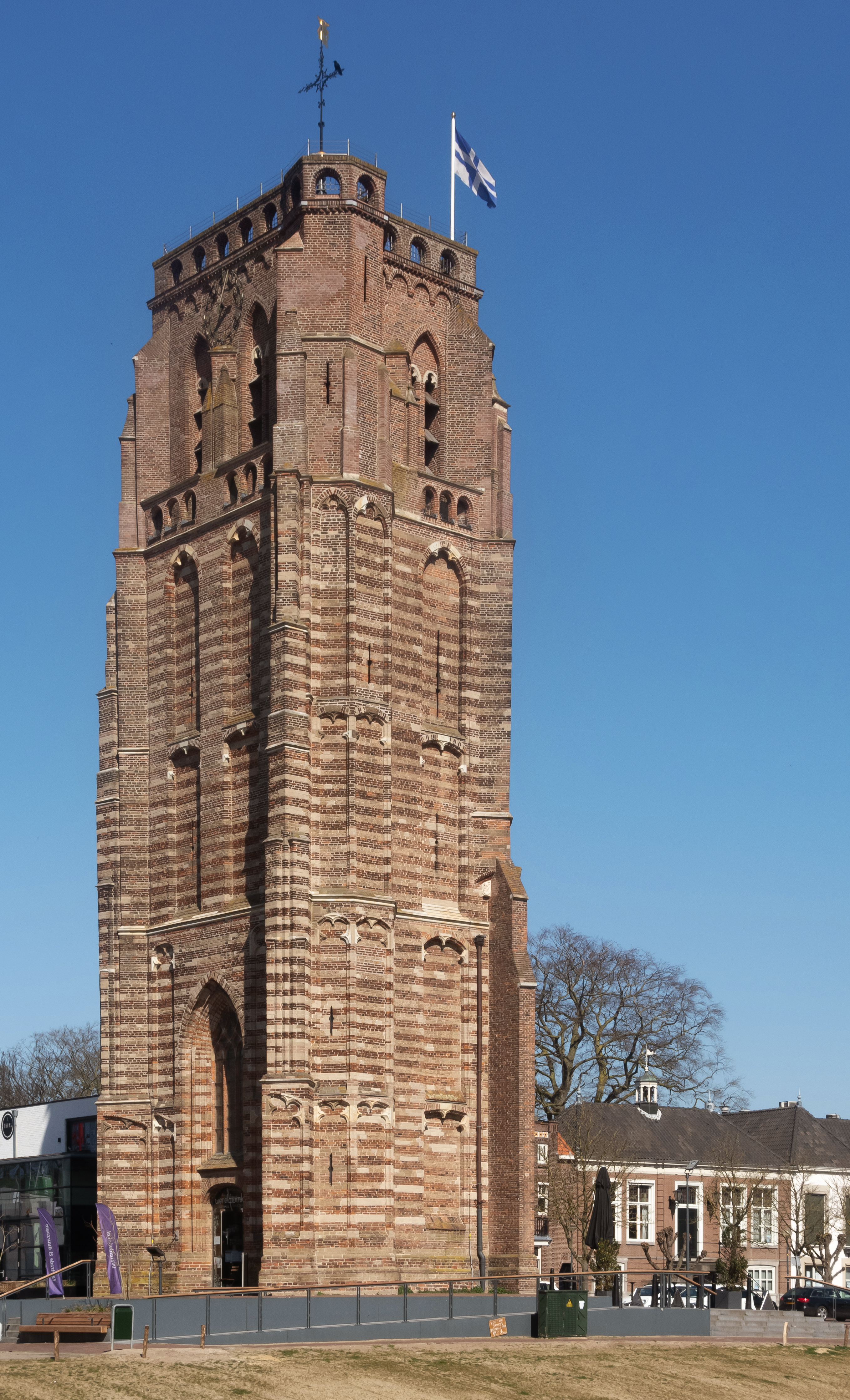
Sint-Michielsgestel, der Turm
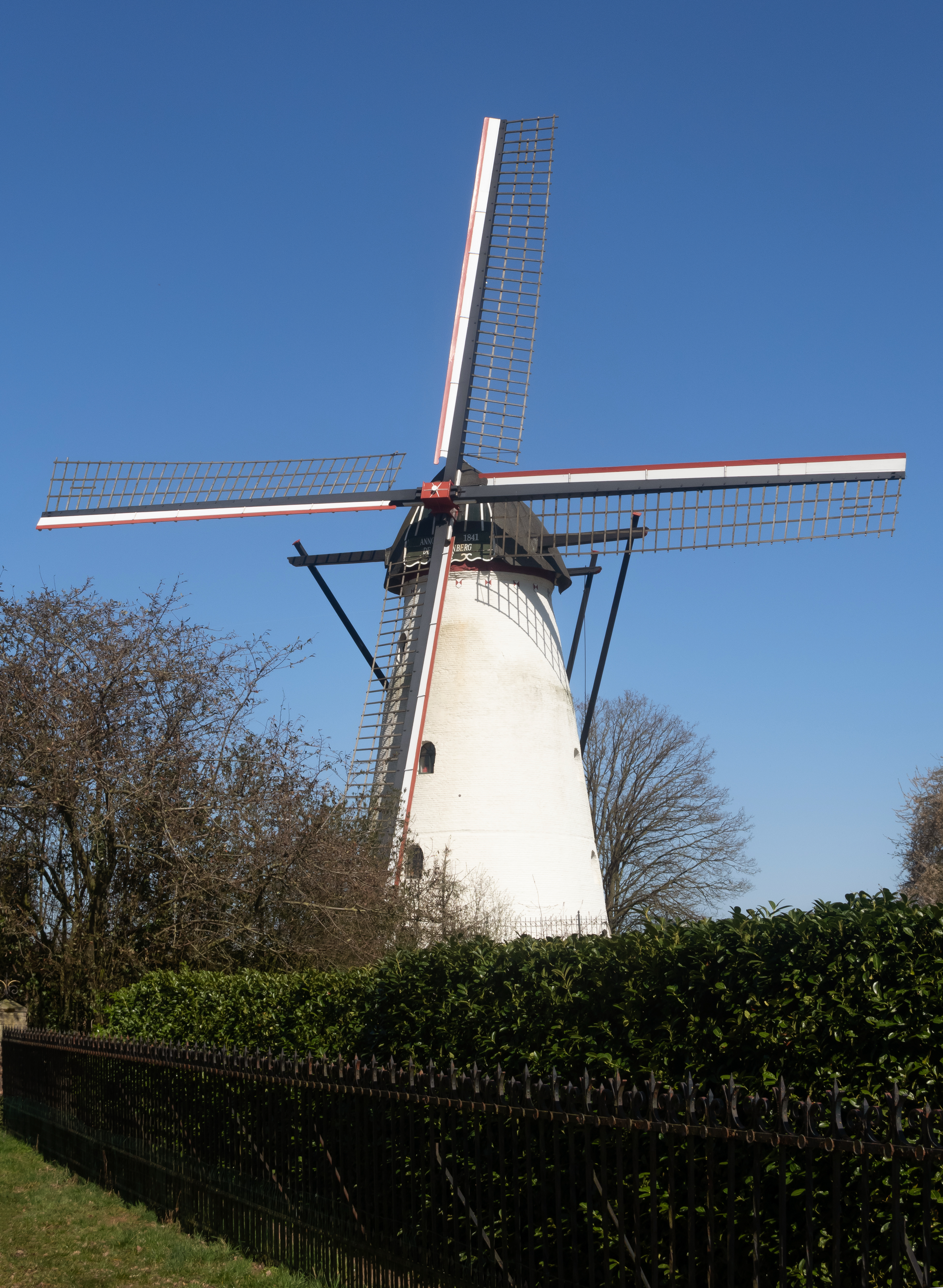
Sint-Michielsgestel, Mühle: der Genenberg
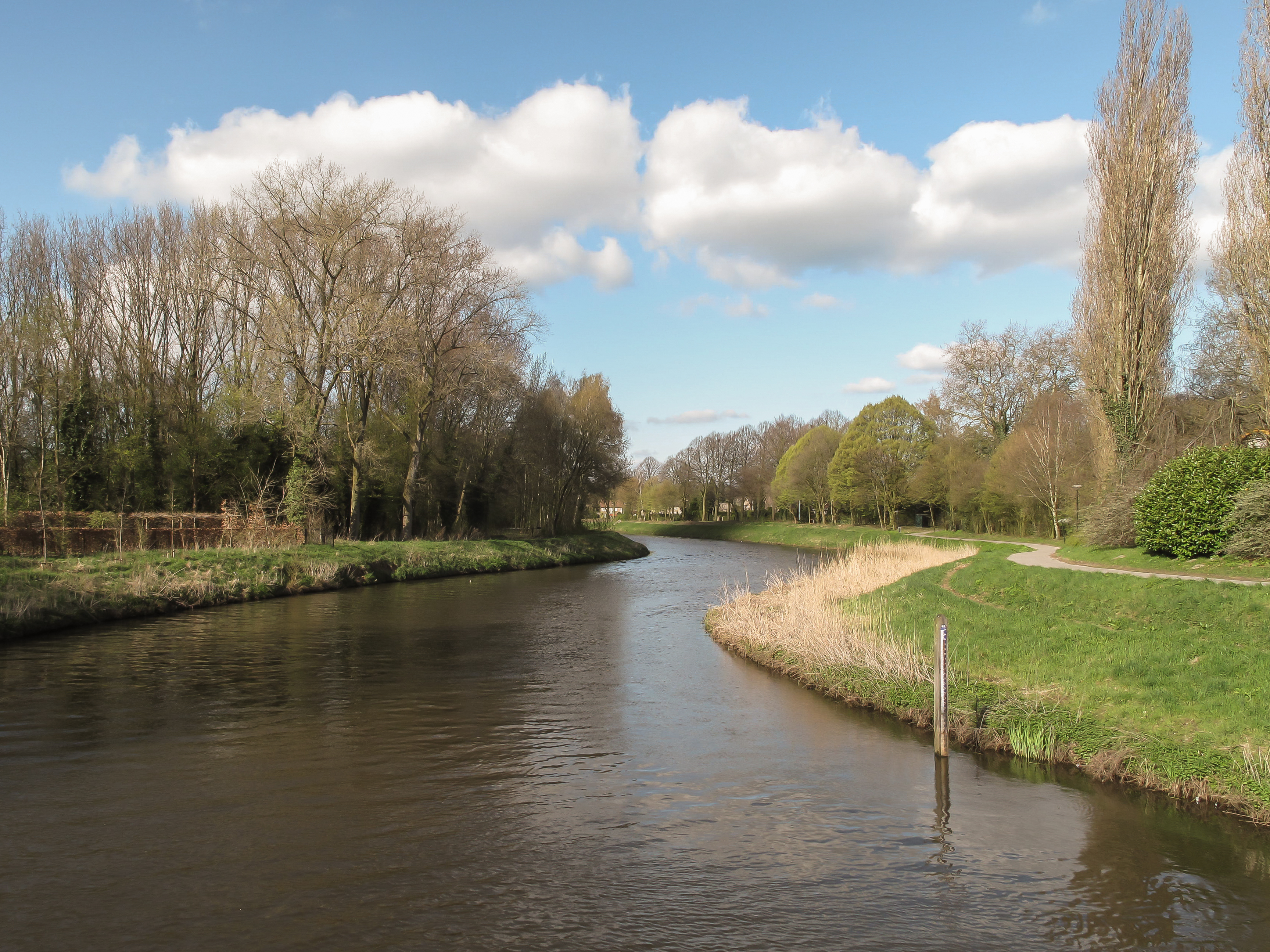
Sint-Michielsgestel, Fluss: der Dommel
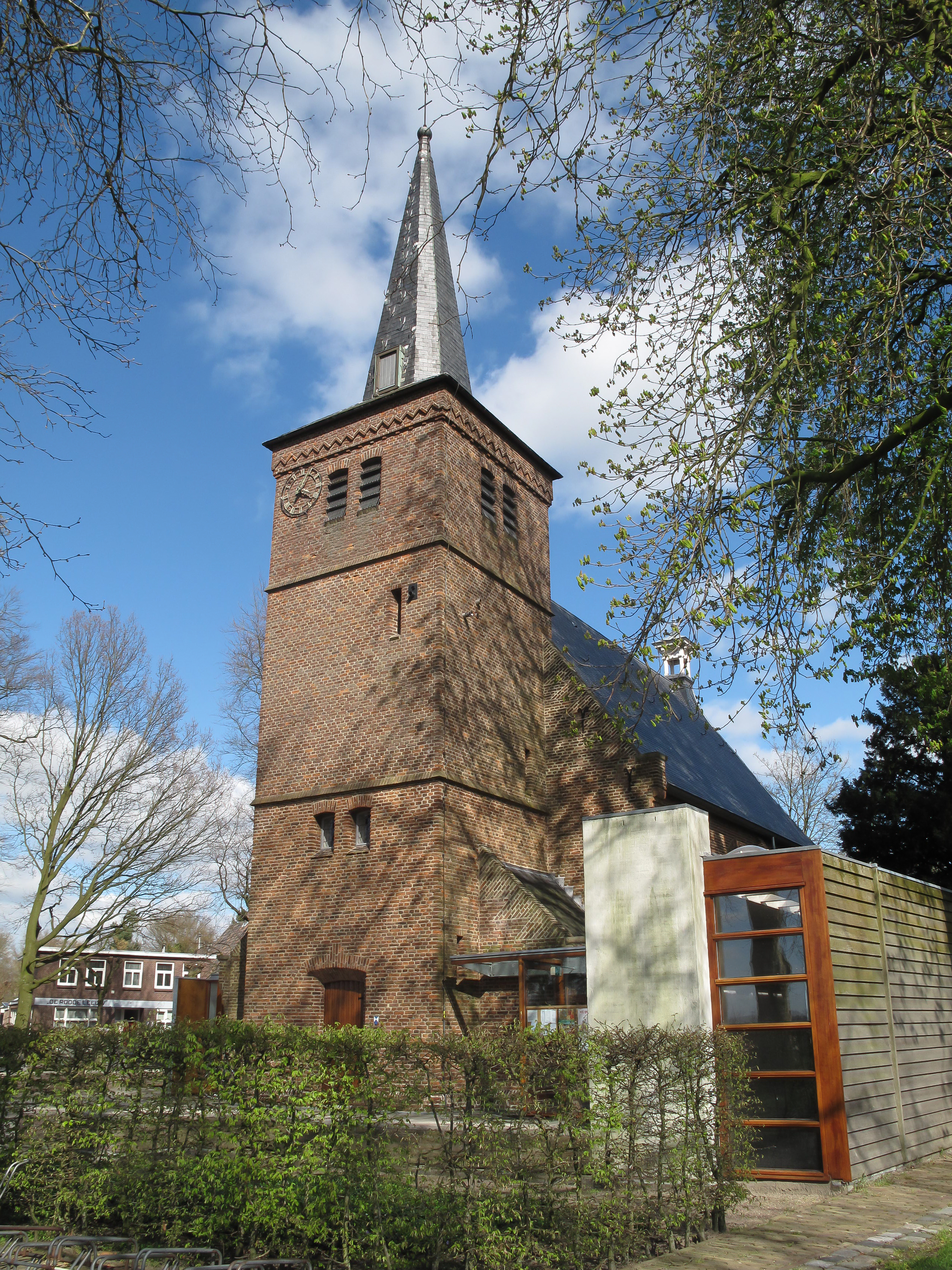
Berlicum, Kirche
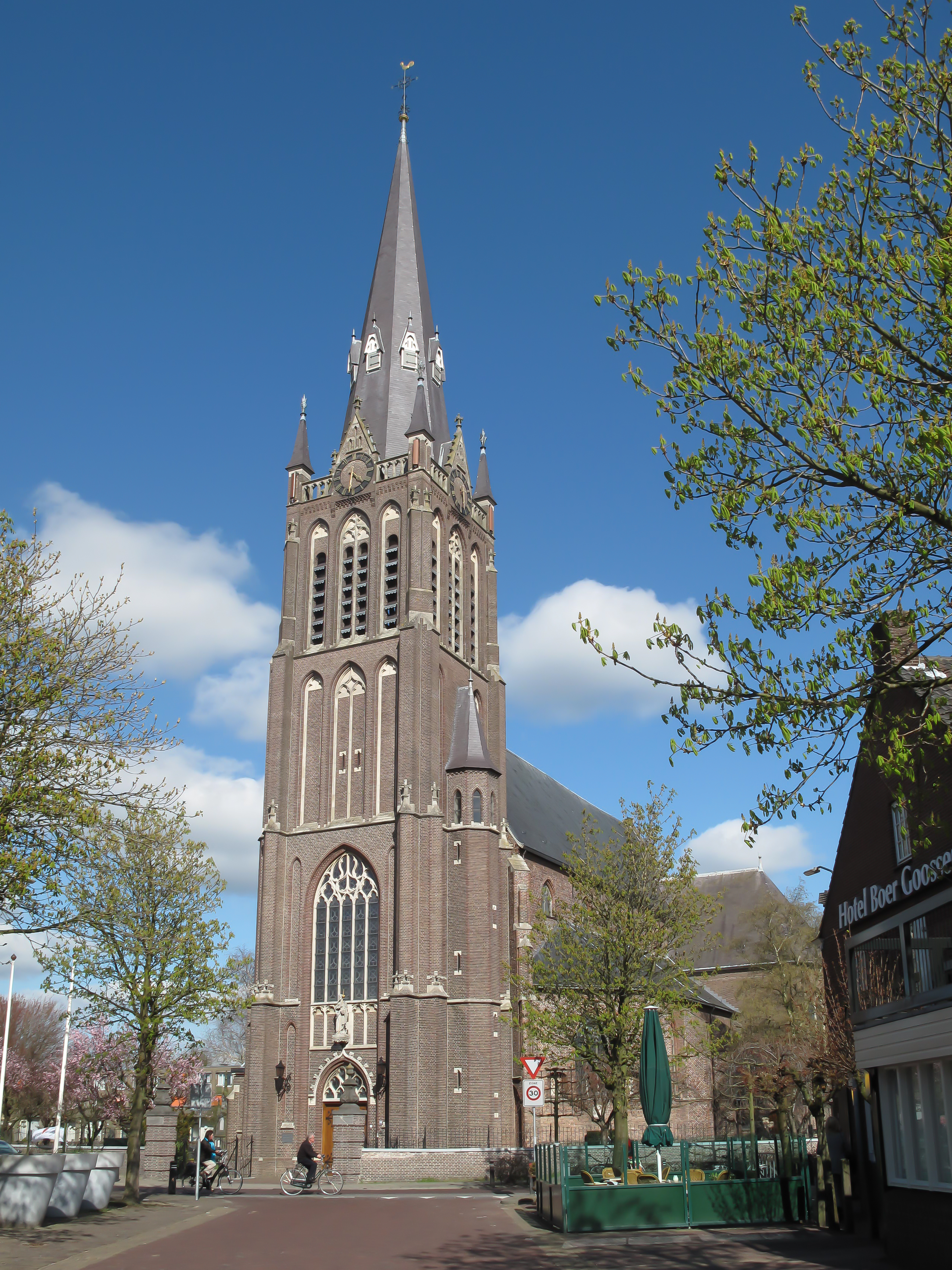
Den Dungen, Kirche